# 五ケ庄
五ケ庄（ごかしょう）は、京都府宇治市の町名。

## 地理
宇治市の北部に位置しており、黄檗地区に属している。莵道、 木幡、槇島町などの人口の多い地域に隣接している。西側は比較的平地で住宅街が広がっており、東側は黄檗公園や五雲峰といった自然が広がっている。
河川
- 新田川

小字
- 五ケ庄池ノ浦
- 五ケ庄一番割
- 五ケ庄一里塚
- 五ケ庄居場道
- 五ケ庄上村
- 五ケ庄梅林
- 五ケ庄大林
- 五ケ庄大八木島
- 五ケ庄岡本
- 五ケ庄折坂
- 五ケ庄瓦塚
- 五ケ庄北ノ庄
- 五ケ庄葛森
- 五ケ庄五雲塚
- 五ケ庄三番割
- 五ケ庄芝ノ東
- 五ケ庄新開
- 五ケ庄高峰山
- 五ケ庄谷前
- 五ケ庄檀ノ東
- 五ケ庄寺界道
- 五ケ庄戸ノ内
- 五ケ庄二番割
- 五ケ庄西浦
- 五ケ庄西田
- 五ケ庄西川原
- 五ケ庄野添
- 五ケ庄針木原
- 五ケ庄平野
- 五ケ庄日皆田
- 五ケ庄雲雀島
- 五ケ庄広岡谷
- 五ケ庄福角
- 五ケ庄古川

## 人口と世帯数
人口と世帯数の推移は以下の通り
| 年月日                   | 世帯数    | 人口    | 人口    | 人口     |
| 年月日                   | 世帯数    | 男      | 女      | 合計     |
| ------------------------ | --------- | ------- | ------- | -------- |
| 2015年（平成27年）6月1日 | 7,186世帯 | 8,130人 | 8,611人 | 16,741人 |
| 2019年（令和元年）6月1日 | 7.390世帯 | 7.986人 | 8,549人 | 16,535人 |
| 2020年（令和2年）6月1日  | 7,336世帯 | 7,876人 | 8,392人 | 16,268人 |
| 2023年（令和5年）6月1日  | 7,334世帯 | 7,613人 | 8,083人 | 15,696人 |
| 2025年（令和7年）6月1日  | 7,450世帯 | 7,471人 | 8,020人 | 15,491人 |

## 交通
鉄道
- JR西日本奈良線JR黄檗駅
- 京阪電鉄宇治線京阪黄檗駅

バス
京都京阪バス
- <103系統・250/250A系統> JR黄檗駅前〜二番割
- <109系統>JR黄檗駅〜二番割

道路
南北を京都府道7号が貫いており黄檗駅付近で枝分かれするように京都府道244号と京都府道245号が通っている。

## 史跡・名所

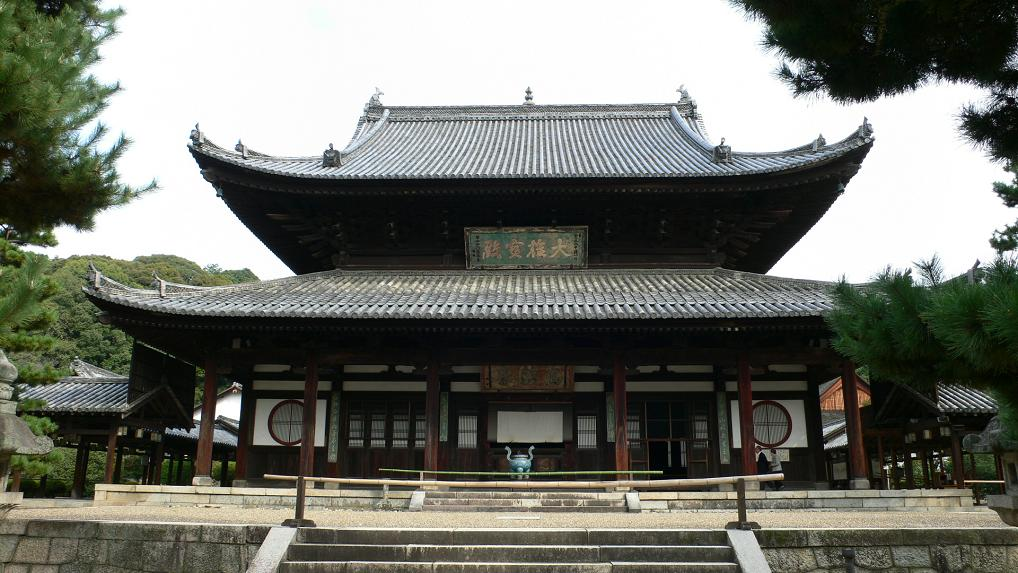
萬福寺

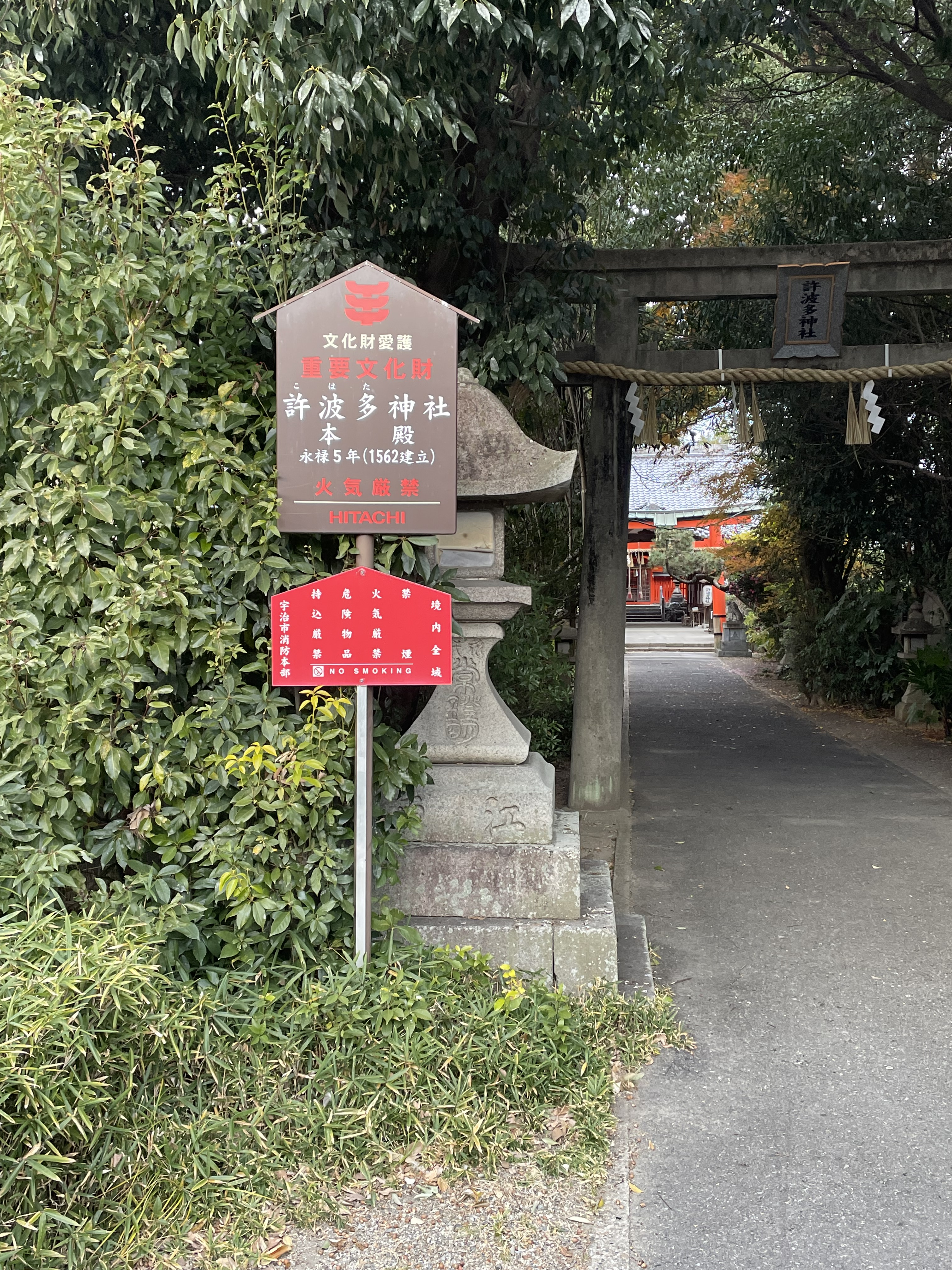
許波多神社

- 萬福寺と周辺寺院群
- 黄檗開山隠元禅師登岸之地(石碑)
- 許波多神社許波多神社

## 施設
交番
- 東宇治交番

病院
- 栄仁会宇治おうばく病院
- 宇治病院

銀行
- 京都中央信用金庫黄檗支部

郵便局
- 宇治五ケ庄郵便局

公共施設
- 東宇治コミュニティセンター
- 東岡屋集会所
- 三番割集会所
- 黄檗公園
- 二子塚古墳公園
- 高峰山
- 高峰山児童遊園
- 宇治市東部地域子育て支援センター

その他
- 陸上自衛隊宇治駐屯地

## 教育施設
大学
- 京都大学宇治キャンパス
  - 国際交流会館おうばく分館
  - 国際交流会館宇治分館
  - 宇治グラウンド

高校
- 府立莵道高校
- 京都芸術高校

中学校
- 東宇治中学校
- 黄檗中学校

小学校
- 宇治小学校
- 南部小学校
- 岡屋小学校

## 周辺地域が舞台の作品
- 響け! ユーフォニアム　宇治市を舞台としている作品のため、府立菟道高校が主人公たちが通う学校として登場する。他にも京阪黄檗駅や許波多神社などが作中に登場する[6]

## その他
郵便番号611-0011(集会局:宇治郵便局 )